# Popkomm
Popkomm – międzynarodowe targi muzyczne organizowane corocznie w Berlinie przez Popkomm GmbH. 
Popkomm jako platforma spotkań biznesowych jest skierowana dla branży muzycznej i przemysłu rozrywkowego. Podczas 3-dniowego spotkania odbywają się między innymi kongres, wystawy i jeden z największych festiwali muzycznych na świecie w około 30 berlińskich klubach. 
W 2007 Popkomm odwiedziło ponad 15.400 zwiedzających, którzy mieli sposobność spotkania blisko 886 wystawców z 57 krajów świata.